# Itaru Hinoue
Itaru Hinoue (jap. 樋上 いたる, Hinoue Itaru; * 1. März in der Präfektur Osaka, Japan) ist das Pseudonym einer japanischen Künstlerin, deren echter Name nicht bekannt ist. Sie ist eines der Gründungsmitglieder des Spieleentwicklers Key und übernahm die künstlerische Leitung der Titel Kanon, Air und Clannad.

## Künstlername
Ihr Pseudonym entlehnte die Künstlerin dem von Shō Kitagawa geschriebenen Manga C, dessen Protagonist den Namen Itaru Amano (天野 格, Amano Itaru) trug.

## Karriere
Unter dem Einfluss der populären Ren’ai-Adventure und -Simulation Dōkyūsei besuchte sie die Berufsschule mit dem Ziel eine professionelle Künstlerin zu werden. Im Jahr 1996 arbeitete sie als eine von vielen Künstlern für das Spiel Tamago Ryōri von Bon Bin Pompon. Kurz nach dessen Fertigstellung wechselte sie zu dem Spieleentwickler Tactics, der für den Publisher Nexton arbeitete. Dort übernahm sie die künstlerische Leitung der Spiele Dōsei, Moon. und One – Kagayaku Kisetsu e.
Mit einigen Mitarbeitern dieser Werke gründete sie zusammen mit Jun Maeda, Shinji Orito, Naoki Hisaya und OdiakeS den Spieleentwickler Key, der fortan für den Publisher Visual Art’s arbeitete. Für Key arbeitete sie an den Titeln Kanon, Air und Clannad. An den folgenden Spielen Planetarian – Chiisana Hoshi no Yume und Tomoyo After – It’s a Wonderful Life wirkte sie jedoch nicht mit. Erst mit Little Busters!, das im Juli 2007 erschien, übernahm sie wieder die Rolle des Künstlerischen Leiters, die sie sich mit dem Nachfolger Na-Ga teilte, der die meisten der Charaktere gestaltete.
Außerhalb von Key wirkte sie als Künstlerischer Leiter bei der Entstehung des Boys-Love-Ren’ai-Adventures Bokura wa Minna, Koi o suru – Nous tous chute dans l’amour. (ぼくらはみんな、恋をする Nous tous chute dans l’amour.) des Entwicklers Pekoe mit, der ebenfalls für Visual Art’s arbeitet. Im Jahr 2007 entwarf sie das einheitliche Design der fünfteiligen Reihe School Heart’s. Der Produzent der Reihe – Mana – war ebenfalls eine der Marken von Visual Art’s.
Seit Dezember 2007 moderiert sie zusammen mit Shinji Orito und Chiro (eine Mitarbeiterin bei Pekoe) die Internet-Radiosendung Key Radio. Dies ist eine Show, bei der die Zuhörer selber Einfluss auf die Inhalte nehmen können und so etwa auch Fragen an das Trio formulieren können.
Im Jahr 2008 begannen die Arbeiten an dem Titel Rewrite, bei dem sie Projektplanung übernahm und gleichzeitig die Arbeiten des künstlerischen Leiters und Character Designers übernimmt. Nebenbei half sie bei der Erstellung eines der Buchplakate des Mangas Kannagi.

## Kunststil
Der Kunststil der von Itaru Hinoue entworfenen Charaktere änderte sich mit den Jahren. Dennoch weisen diese charakteristische Merkmale auf. Die von ihr entworfenen Figuren besitzen sehr kleine Nasen, deren Abstand zum Mund gering ist. Daraus ergibt sich eine unnatürlich großer Abstand zwischen der Unterkante des Kinns und dem Mund. Die rundlichen Augen (ein Trapez mit stark abgerundeter Oberkante) sind recht groß und aber auch weit voneinander entfernt platziert. Die Gliedmaßen der Charaktere sind, wie auch der Torso, lang und dünn gezeichnet. Obwohl diese Art von Zeichnungen nicht dem gewohnten Stil entsprechen, wird den von ihr entworfenen Charakteren ein hoher Moe-Faktor zugesprochen. Dieser immer wiederkehrende Stil wird von den japanischen Fans als „Itaru-e“ (いたる絵, dt. „Itaru-Zeichnungen“) bezeichnet.

## Rezeption
Kurz vor der Veröffentlichung von Clannad im April 2004 wurden zwei von ihr signierte Zeichnungen auf der japanischen Website von Yahoo! versteigert. Die Gebote starteten bei einem Yen. Auf die erste Zeichnung boten 48 Personen und sie wurde 479.000 Yen (etwa 3500 €) verkauft, während die zweite Zeichnung (eine Darstellung von Kotomi aus Clannad) für 531.000 Yen (etwa 3900 €) den Besitzer wechselte, nachdem 113 Gebote eingegangen waren. Letztere Zeichnung war damit der bisher sechstteuerste Gegenstand der seit dem April 2001 auf Yahoo! (Japan) ersteigert wurde.